# Vinny Appice
Vincent Appice (Brooklyn, New York, 1957. szeptember 13. –) ismertebb nevén Vinny Appice olasz származású amerikai dobos, aki a Dio, Black Sabbath, és Heaven and Hell zenekarokban lett ismert, de több mint három évtizedes pályafutása során olyan zenekarokkal és előadókkal is dolgozott, mint az Axis, Mark Boals vagy Rick Derringer. A szintén rockdobos Carmine Appice öccse.

## Életrajz
9 éves korában kezdett el dobolni. Ugyanattól a tanártól tanult meg játszani, mint bátyja Carmine Appice. Játékára elsősorban John Bonham, Buddy Rich, Billy Cobham és Mitch Mitchell gyakorolta a legnagyobb hatást.
16 éves korában egy BOMF nevű zenekarban játszott. A BOMF tagjaként lehetősége nyílt rá, hogy a Record Plant Studiosban találkozhasson John Lennonnal, aki több lemezét is ebben a stúdióban vette fel. Ezt követően az amerikai gitáros/énekes Rick Derringer társaságában játszott. Játéka a Derringer (1976), a Sweet Evil (1977) és a Derringer Live (1977) albumokon volt hallható.
1978-ban hozta létre saját Axis nevű zenekarát, mellyel egy albumot jelentetett meg It's A Circus World címmel.
1980-ban Bill Ward kilépése után a Black Sabbath Carmine Appice nevét vetette fel, mint Ward lehetséges utódját, ő azonban öccsét Vinnyt ajánlotta. 
Vinny Appice az együttes 1980-ban megjelent Heaven and Hell album turnéján mutatkozott be a Black Sabbath tagjaként, de játszott az együttes 1981-ben megjelenő Mob Rules albumán is. Kemény játéka, töredezett ritmusai, és elődjénél gyorsabb tempói miatt sokan az ő nevéhez fűzik az album energikus megközelítését is, mely révén Appice neve világszinten ismertté vált. A Mob Rules amerikai turnéja során Ronnie James Dio és Tony Iommi összevesztek, mivel Iommi szerint Dio és Appice éjszakánként, a jövőben megjelenő Live Evil koncertlemezen dolgoztak, a stúdióba beosonva előtérbe helyezve az éneksávokat.
Dio és Appice ezt követően elhagyta az együttest, pályafutásukat az énekes után elnevezett Dio zenekarban folytatták. Appice a Holy Diver (1983), The Last in Line (1984), Sacred Heart (1985), Intermission (1986), és a Dream Evil (1987) című Dio lemezeket dobolta fel, mielőtt a 80-as évek végén elhagyta a zenekart. 1985-ben háttérénekesként vett részt a hard rock és heavy metal zenészek által létrehozott Hear 'n Aid nevű jótékonysági akcióban. A több tucatnyi zenészt magába foglaló projekt egy Stars című dalt kiadásával próbálta felhívni a figyelmet, az Afrikában dúló éhinségre.
1990-ben részt vett a World War III projektben, majd 1992-ben Ronnie James Dioval csatlakozott a Black Sabbathhoz. Az együttműködés a Dehumanizer albumot eredményezte, majd Dioval együtt ismét a távozás mellett döntött. Ezt követően két Dio albumot dobolt fel, (Strange Highways – 1994, Angry Machines – 1996) majd ismét a távozás mellett döntött.

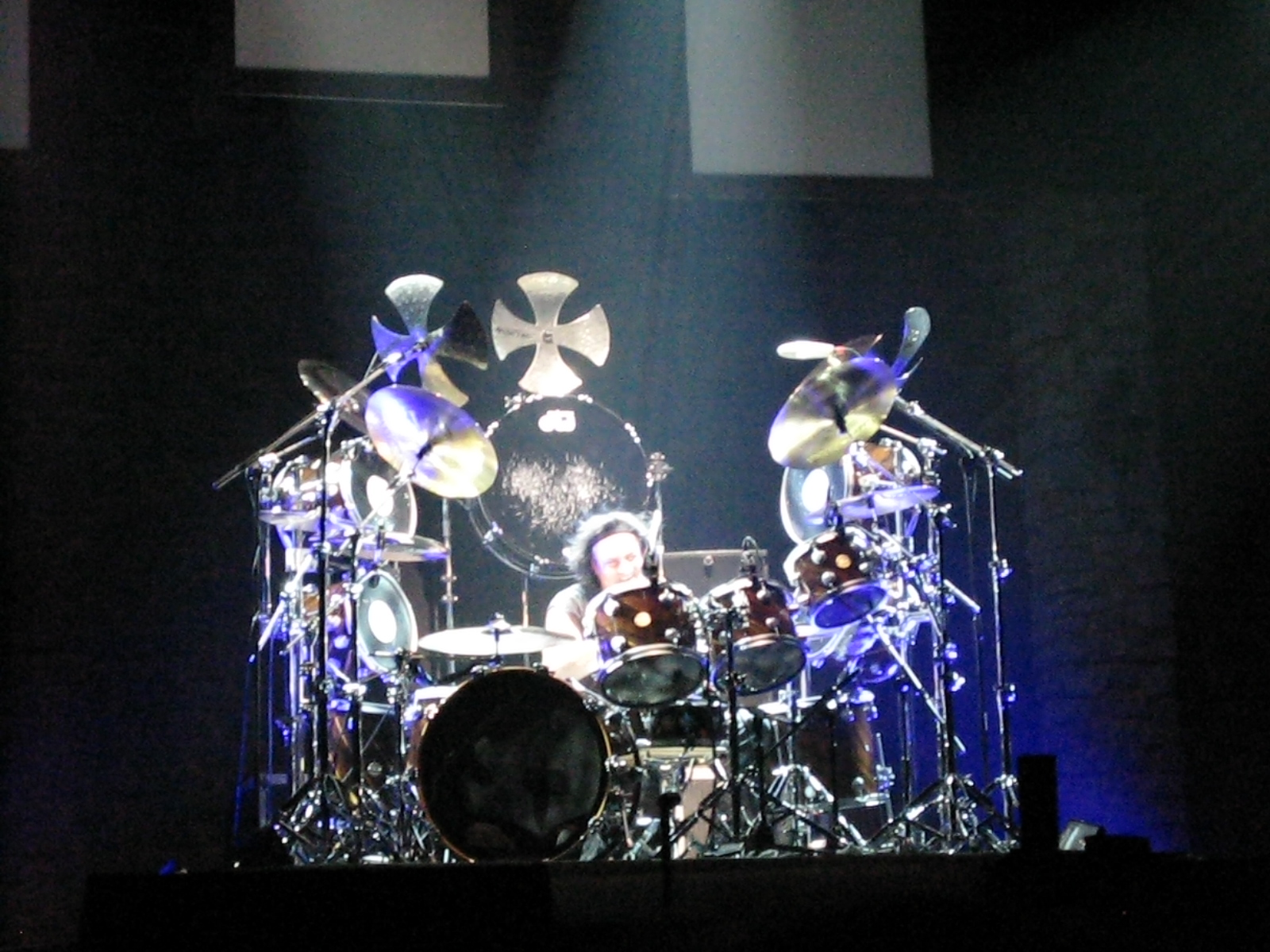
Vinny Appice a Black Sabbath, és a Dio zenekarok tagjaként vált ismertté

Legközelebb 2002-ben hallatott magáról, mikor szerepelt Mark Boals Edge of the World albumán, míg 2005-ben a Circle Of Tyrants lemezen vendégeskedett. A Necro, Ill Bill, Goretex, és Mr Hyde alkotta rap formáció The Ultimate Revenge című dalában szerepelt, melyben Alex Skolnick is felbukkant, mint speciális vendég.
2009 októberében két Las Vegasban adott koncerten is szerepelt a formációval.
2006-ban olyan projektekkel foglalkozott, mint a Power Project vagy a 3 Legged Dogg. 2007-ben a Black Sabbath: The Dio Years című válogatásalbum megjelenése kapcsán újra csatlakozott a Heaven and Hell néven működő Black Sabbathhoz. Együttműködésük eredményeként három vadiúj dal is felkerült a válogatáslemezre, de egy teljes hosszúságú album is napvilágot látott The Devil You Know címmel. 2009-ben egy Raven Storm névre keresztelt projekttel foglalkozott, de emellett folyamatosan koncertezett a Heaven and Hell tagjaként is, mígnem az együttes feloszlott, Ronnie James Dio 2010. május 16-án bekövetkező halála miatt.
2011-ben egy Kill Devil Hill nevű zenekar tagjaként bukkant fel, ahol olyan zenészekkel játszik együtt, mint az egykori Pantera basszusgitáros Rex Brown, a Ratt és a W.A.S.P. soraiból ismert Mark Zavon gitáros vagy Dewey Bragg énekes.

## Diszkográfia

### Axis
- It's A Circus World (1978)

### Black Sabbath
- Mob Rules (1981)
- Live Evil (1982)
- Dehumanizer (1992)
- Black Sabbath: The Dio Years (2007)
- Live at Hammersmith Odeon (2007)

### Heaven and Hell
- Live from Radio City Music Hall (2007)
- The Devil You Know (2009)
- Neon Nights: 30 Years of Heaven & Hell (2010)

### Dio
- Holy Diver (1983)
- The Last in Line (1984)
- Sacred Heart (1985)
- Intermission (1985)
- Dream Evil (1987)
- Strange Highways (1994)
- Angry Machines (1996)
- Inferno: Last in Live (1998)

### Rick Derringer
- Derringer (1976)
- Sweet Evil (1977)
- Derringer Live (1977)

### World War III
- World War III (1990)

### Mark Boals
- Edge of the World (2002)

### Power Project
- Dinosaurs Powerzone (2006)

### 3 Legged Dogg
- Frozen Summer (2006)

### Raven Storm
- The Storm Project (2009)